# Yvan Dailly
Pour les articles homonymes, voir Dailly (homonymie).
Yvan Dailly, né en 1916 à Charleroi en Belgique et mort le 7 avril 1983 à Bruxelles, est un écrivain et un compositeur belge.

## Biographie
Il mène, tout d’abord, une carrière d’écrivain publiant pendant la Seconde Guerre mondiale deux romans dans la collection de littérature policière belge Le Jury puis en 1951, un roman noir, J’ai bien l’honneur... dans la Série noire. Ensuite, dans les années 1950, il commence une nouvelle carrière de compositeur de musiques de film et de scène,  travaillant pour le Théâtre national de Belgique et pour Herman Closson, Michel de Ghelderode et Peter Ustinov.

## Œuvre

### Romans
- Méli-Mélo, Editions Ignis, collection Le Plaisir de Lire, 1943
- Faux pas, Editions Ignis, collection Le Plaisir de Lire, 1943
- L’Homme tout seul, Le Jury n° 12, 1943
- Le Mal du siècle, Le Jury n° 63, 1943
- La Chanson populaire en Wallonie : esquisse historique, La Roue solaire, 1944
- J’ai bien l’honneur..., Série noire n° 91, 1951
- Bianca, Princesse libertine, Fleuve noir, 1954

### Autre ouvrage
- Le Jazz et les Hommes d'aujourd'hui, Éditions de l'Onyx, Bruxelles, 1946

### Discographie
- La 10e de Beethoven, Phonic
- Les Années Yvan Dailly / 50 Ans de musique de scène au Théâtre national, Trans European Music

### Filmographie
- L'Ennemi sans visage, adaptation du roman de Stanislas-André Steeman, réalisé par Teff Erhat en 1970, diffusé par la RTBF
- J’ai bien l’honneur..., adaptation du roman éponyme par Jacques Kirsner et Jacques Rouffio, réalisé par ce dernier en 1984, diffusé dans la série télévisée Série noire de Pierre Grimblat